# Nguyễn Đóa
Giáo sư trung học Nguyễn Đóa sinh năm 1896, mất năm 1993, quê ở làng Bích Trâm, phủ Điện Bàn, tỉnh Quảng Nam. Ông xuất thân trong gia đình có truyền thống cách mạng, yêu nước. Thân phụ của ông là cử nhân Nguyễn Nhự. Thân phụ ông từng tham gia phong trào Duy Tân năm 1908, và là một nhân vật then chốt trong cuộc khởi nghĩa Duy Tân năm 1916.
Ông vào Huế học từ lúc nhỏ. Sau đó, làm giáo học nhiều nơi ở Miền Trung. Lúc dạy ở trường Quốc học Huế, ông giữ chức Đốc học thừa thiên Huế đến năm 1945. Năm 1954 ông chuyển sang dạy trường Bồ Đề, đến năm 1968 ông được lực lượng cách mạng đón ra vùng giải phóng.Tại đây, ông tham gia liên minh các lực lượng dân tộc, dân chủ và hòa bình Việt Nam cùng với hòa thượng Đôn Hậu, nhằm vận động chấm dứt chiến tranh cho Việt Nam. Ông giữ chức Phó chủ tịch liên minh các lực lượng dân tộc dân chủ và hòa bình Việt Nam, Phó Chủ tịch Chính phủ Cách Mạng Lâm thời Cộng Hòa Miền Nam Việt Nam.
Ông sống thọ 97 tuổi. Ở tại căn nhà được cấp trong thành nội số 22 Lê Thánh Tôn, Huế. Sau đó, nhà này được bán đi, cụ chuyển sang nhà khác sống ở Huế đến cuối đời.